# 毛利千代子のちょっとおでかけ日曜日
毛利千代子のちょっとおでかけ日曜日（もうりちよこのちょっとおでかけにちようび）は、2006年4月から2009年9月まで朝日放送ラジオ（ABCラジオ）で、毎週日曜日の5:00 - 5:50に放送されていたラジオ番組。

## 概要
フリーアナウンサーの毛利千代子が、日曜日の早朝におでかけ情報を中心に、毛利千代子独特の温かいお喋りを交えながら送る番組。
年度の上半期は、「日曜なつメロ大行進」の代替番組の要素も含む。
また、嘗て毛利千代子は同時間帯に「毛利千代子の音楽のアルバム」を担当していた。

## 出演
- 毛利千代子

## 関連番組
- 日曜なつメロ大行進
- 毛利千代子の音楽のアルバム

| ABCラジオ 日曜午前5時台    | ABCラジオ 日曜午前5時台            | ABCラジオ 日曜午前5時台 |
| 前番組                     | 番組名                             | 次番組                  |
| -------------------------- | ---------------------------------- | ----------------------- |
| 高野直子のほっこりサンデー | 毛利千代子のちょっとおでかけ日曜日 | -                       |